# Liolaemus gununakuna
Liolaemus gununakuna o lagartija verde es una especie de lagarto de la familia Liolaemidae.  La especie es endémica de Argentina.El holotipo se encuentra depositado en la Fundación Miguel Lillo (FML) con el número 12717. Se trata de un ejemplar adulto macho hallado a dos kilómetros de La Amarga, Departamento de Zapala, provincia del Neuquén, Argentina.El ejemplar tipo fue colectado el 7 de enero de 2000, por L. J. Ávila y M. Morando, autores del trabajo que define a la especie.

## Etimología
El nombre específico, gununakuna, es en honor a los Günün a küna, un pueblo indígena que vive en el área de Pampa y Patagonia septentrional.

## Descripción
Presenta 84 a 97 escamas mediales, las escamas dorsales tienen una quilla bien definida, tiene entre 1 y 3 poros cloacales. El color es lo que más fácilmente distingue a esta especie de las otras relacionadas.

### Coloración
En estado silvestre, los ejemplares de esta especie exhiben color amarillo iridiscente, tanto en la cabeza como en el cuerpo. Esta coloración, en el cuerpo, tiene aspecto de barras transversales y en la cola, de anillos bien definidos. Es importante hacer notar que el color en cautiverio varía con respecto al hallado en ejemplares silvestres: se pierde toda la iridiscencia amarillo-verde y la coloración amarillo-verde se desvanece a verde-azul. Se mantienen los patrones negros y la garganta, la mandíbula, el muslo y algunas escamas caudales se oscurecen hasta llegar a un color gris claro. Las escamas del vientre se vuelven negras en un patrón irregular. Las escamas de color blanco amarillento de la parte inferior del vientre, las regiones femorales y precloacales se vuelven de color blanco cremoso.

### Tamaño
Del holotipo (macho adulto); longitud del hocico hasta la cloaca: 92,9 mm; longitud de la cola 140,0 mm, completa, no regenerada. Distancia axila-ingle 47,4 mm. Longitud de la cabeza 21,3 mm (desde el borde anterior del tímpano hasta la punta del hocico), 18,0 mm de ancho (en el borde anterior del tímpano), 11,6 mm de alto (en el borde anterior del tímpano). Longitud del hocico 7,3 mm (margen posterior del cantal hasta la punta del hocico). Distancia interorbitaria 1,8 mm. Longitud de las extremidades anteriores 35,0 mm. Longitud de las extremidades posteriores 61,8 mm. Longitud tibial 20,0 mm. Longitud del pie 28,7 mm (desde el tobillo hasta la punta de la garra del cuarto dedo).
Variación en los paratipos. A partir  de tres machos; longitud del hocico hasta la cloaca 91,0 mm. Distancia axila-ingle: 34,4 mm. Longitud de la cabeza: 20,6 mm. Ancho de la cabeza: 17,0 mm. Longitud de las extremidades anteriores: 56,9 mm. Longitud de las extremidades posteriores: 35,3 mm. Escamas de la parte media del cuerpo: 85–90. Escamas dorsales: 83–90. Escalas ventrales: 108-112. Poros precloacales: 1-3. 
En quince hembras; longitud del hocico hasta la cloaca: 85,0 mm. Distancia axila-ingle: 38,8 mm. Longitud de la cabeza: 17,2 mm. Ancho de la cabeza: 15,1 mm. Longitud de las extremidades anteriores: 31,9 mm. Longitud de las extremidades posteriores: 52,1 mm. Escalas de la parte media del cuerpo: 84–94. Escamas dorsales: 85-103. Escalas ventrales: 109-122. Poros precloacales no presentes en las hembras.

## Distribución geográfica y hábitat
Liolaemus gununakuna fue avistado en varias localidades de la provincia del Neuquén, en los departamentos de Picún Leufú y Zapala. Se puede esperar que aparezcan ejemplares al sur de esta área, en el Departamento Catan Lil y al norte en el Departamento Añelo, donde existe un hábitat similar a la localidad tipo. Los primeros ejemplares de esta especie fueron detectados por biólogos y trabajadores petroleros, quienes comunicaron a L.J. Ávila (autor del trabajo que crea a la especie) avistamientos y registros fotográficos, y se refirieron a este lagarto como el "lagarto verde". Posteriormente fueron documentados ejemplares en el Cerro Policía (Departamento de El Cuy, Provincia de Río Negro, Argentina).En el proyecto de ciencia ciudadana iNaturalist se mencionan avistamientos en diferentes localidades de las provincias argentinas Río Negro y Neuquén (departamento de El Cuy, Catal Lil, Confluencia, Zapala y Picunches).
El área de distribución se conoce fisiográficamente como “Patagonia extraandina” y está compuesta por dos regiones geológicas diferentes: una zona de meseta y una zona de tierras bajas. Liolaemus gununakuna parece estar restringido a la zona de tierras bajas, que se caracteriza por pequeñas colinas de sedimentos jurásicos o cretáceos muy plegados que se modifican por la extensa erosión eólica e hídrica y contienen cantos rodados superficiales rodeados de suelos arenosos. La comunidad vegetal es ecotonal entre el Monte Austral y la Estepa Patagónica, con vegetación dominante compuesta por Atriplex lampa, Berberis comberi, Chuquiraga hystrix, Colliguaya intergerrima, Condalia microphylla, Haploppapus pectinatus, Larrea divaricata, Prosopis flexuosa, P. denudans, Retanilla patagonica, y algunas gramíneas como Stipa sp.

## Reproducción
L. gununakuna es ovovivípara. 

## Otras lecturas
- Moreno Azócar, Débora Lina; Arcos Nayan, Andaluz; Perotti, María Gabriela; Benjamín Cruz, Félix (Agosto 2020). «How and when melanic coloration is an advantage for lizards: the case of three closely-related species of Liolaemus». Zoology (en inglés) 141 (September 2019): 125774. doi:10.1016/j.zool.2020.125774. Consultado el 6 de diciembre de 2023.